# ジャクソン郡 (ミズーリ州)
ジャクソン郡（英: Jackson County）は、アメリカ合衆国ミズーリ州の西部、ミズーリ川の南岸に位置する郡である。人口は71万7204人（2020年）で、州内で2番目に人口の多い郡である。初めからの郡庁所在地はインディペンデンスであるが、カンザスシティが2番目の郡庁所在地となり、郡政府の中心になっている。ジャクソン郡は1826年12月15日に組織化され、郡名は第7代アメリカ合衆国大統領アンドリュー・ジャクソンに因んで名付けられた。
カンザスシティは州内で人口が最も多い都市であり、カンザスシティ都市圏の中心都市である。市域の大半がジャクソン郡に入っている。

## 歴史

### 前史時代から郡成立
ジャクソン郡となった地域にはオーセージ族インディアンが住んでいた。最初に地域に入ったヨーロッパ人はフランス人罠猟師であり、ミズーリ川を探検とインディアンとの交易の道筋に使っていた。この地域はヌーベルフランスの一部だったが、イギリスがフレンチ・インディアン戦争に勝利し、この領域をイギリスの同盟国であるスペインに譲渡した。1800年のサンイルデフォンソ条約によって、スペインはフランスにルイジアナ領土を返還し、フランスは1803年のルイジアナ買収によってアメリカ合衆国に売却した。
探検家のメリウェザー・ルイスとウィリアム・クラークが1804年の探検でジャクソン郡を通過した。彼等の報告書で、現在のジャクソン郡の中の川を「見下ろす場所」とされていた場所に、1808年にオーセージ砦ができた。この砦と交易拠点がルイジアナ買収領土では最初期のアメリカ軍施設となり、1822年まで使われた。
1821年、ジャクソン郡は新しく州に昇格したミズーリ州の一部になった。ジャクソン郡は1826年12月15日に組織化され、郡名は当時テネシー州選出アメリカ合衆国上院議員、後に第7代アメリカ合衆国大統領になったアンドリュー・ジャクソンに因んで名付けられた。郡庁所在地はインディペンデンスに指定されたが、当時は泉に近いちっぽけな町に過ぎなかった。しかし、西方への探検と拡大が急速に進み、インディペンデンスはサンタフェ・トレイル、オレゴン・トレイル、カリフォルニア・トレイルという3つの大きな道の出発点となった。南北戦争と鉄道の敷設により近くのカンザスシティが規模でインディペンデンスを上回り、2つめの郡庁所在地となって、今に至っている。
1838年、ジャクソン郡北部ミズーリ川沿いの小さな土地が「タウン・カンパニー」によって買収され、それがウェストポート・ランディングとなり、今日のリバー・マーケット地区となった。ウェストポート・ランディング外側の地域は1839年に、カンザ族インディアンに因んで「カンザスの町」と改名された。この町が1850年にジャクソン郡によって認可され、1853年にはミズーリ州によって法人化された「シティ・オブ・カンザス」である。1889年、市の人口は6万人となり、新しい憲章を採択してカンザスシティと改名した。1897年、カンザスシティはウェストポートを吸収した。

### モルモン教
ジャクソン郡はモルモン教の歴史との関連が深い。1831年3月には、教会の創設者ジョセフ・スミス・ジュニアが、ミズーリ州とカンザス州の境界にある場所が終わりの時の「新しいエルサレム」だと宣言した。その「中心」は郡庁所在地のインディペンデンスにあった。スミスとその弟子達は1831年夏にこの地域を旅し、8月の儀式で正式にジャクソン郡をその地だと宣言した。
末日聖徒イエス・キリスト教会主流の信徒は、ジョセフ・スミスやブリガム・ヤングを含めて、ジャクソン郡が聖書の「エデンの園」であると信じた。
末日聖徒イエス・キリスト教会は1830年にアップステート・ニューヨークで結成されたが、1831年8月の儀式に関する報せが出版されると直ぐに、その指導層や教徒がジャクソン郡に移動し始めた。宗教や文化の違いから初期開拓者との公然たる紛争が起きた。ミズーリ州民は奴隷制度擁護であり、ヤンキーのモルモン教徒は奴隷制度廃止論者だった。公的、また民間の自警団が教徒を個別に州内の別の郡に追い出した。最終的にモルモン教徒は1833年11月6日を期して全体が郡を去るように告げられた。11月23日、残っていた数少ない教徒もジャクソン郡を去るように命令された。1838年のミズーリ・モルモン戦争に続く1839年半ばまでに、モルモン教徒は州全体からも立ち退きを命ぜられ、1867年までジャクソン郡やミズーリ州に戻ってくることはなかった。
今日モルモン教の教会がジャクソン郡にも幾つかあり、なかでもコミュニティ・オブ・クライスト、LDS教会、チャーチ・オブ・クライスト、チャーチ・オブ・クライスト・ウィズ・エリジャー・メッセージが著名であり、LDS教会以外の教会はここに世界本部を置いている。ジョセフ・スミスは「この世代で」インディペンデンスに寺院が建設されると預言した。スミスが指定した寺院用地66エーカー (264,000 m2) にあるインディペンデンス市で唯一寺院を維持しているのがコミュニティ・オブ・クライストである。スミスが決めた当初の5エーカー (20,000 m2) の寺院用地はこの66エーカーの中にあり、スミスが寺院の隅を示す位置に置いた礎石も残っている。この土地は現在コミュニティ・オブ・クライストが所有し、将来に独自の寺院を建設する望みを持っている。
2012年5月、隣接するクレイ郡にカンザスシティ・ミズーリ寺院が開所したが、末日聖徒イエス・キリスト教会は現在もインディペンデンスの寺院用地にも寺院が建設されると信じている。教会の案内所が寺院用地に隣接しておかれ、コミュニティ・オブ・クライストの寺院が通り向かいにある。

### 南北戦争
南北戦争の間に、ジャクソン郡では幾つかの戦闘があった。最も著名なのが1864年のウェストポートの戦いであり、「ミズーリ州のゲティスバーグ」と呼ばれることもある。この時の北軍による決定的な勝利によって北軍のミズーリ州支配が確実なものとなり、南軍のスターリング・プライス将軍の遠征を失敗に追い込んだ。その他には1862年の第一次インディペンデンスの戦い、その数日後におきたローンジャックの戦い、1864年の第二次インディペンデンスの戦いが著名である。後の3つは南軍の勝利だった。
ジャクソン郡は北軍トマス・ユーイング将軍による悪名高い一般命令第11号の影響を大きく受けた。郡域内には大勢の南軍の同調者が住んでおり、南軍の活動も活発に行われていたので、北軍の指導部は南軍ゲリラ兵に対する地元の支援を無くすよう決断した。ユーイングの命令によって、郡内田園部は事実上無人となり、ジャクソン郡や隣接郡の多くの場所が焼かれた。当時カンザスシティに住んでいた画家のジョージ・ケイレブ・ビンガムに拠れば、「あらゆる方向から立ち上る濃い煙の柱」が見られ、それは「年齢、性別、性格、条件のどれも無視した冷酷な軍事的専政」と名付けたものの象徴だった。ビンガムの表現でユーイングの「愚行」によってジャクソン郡は戦後何十年も悩まされることになった。

### 20世紀

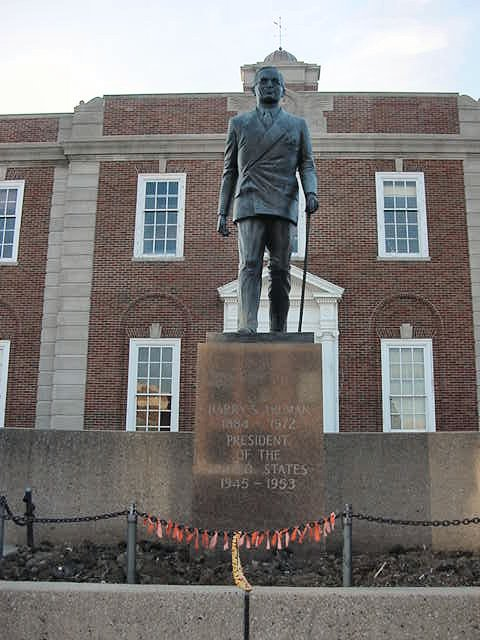
ハリー・S・トルーマンの彫像、インディペンデンス市

19世紀後半、カンザスシティは鉄道の敷設と家畜飼育場の建設で急速に発展した。1920年代と1930年代、ジャズとブルースの中心となり、グリーティング・カード・メーカーであるホールマーク社の本社があり、ウォルト・ディズニー初のアニメ・スタジオができた。世界恐慌の間も他所よりはうまくすり抜けた。地元政界のボス、トマス・ペンダーガストが5千万ドルの公共事業を誘致し、数千の働き口を供給した（さらにはペンダーガストの懐も潤った）。ペンダーガストが庇護した者の中に、インディペンデンス出身で第一次世界大戦で戦った若者ハリー・S・トルーマンがいた。トルーマンは戦中にペンダーガストの甥の上官であり、1926年にはペンダーガストの支援でジャクソン郡郡長に選出され、さらにはミズーリ州選出アメリカ合衆国上院議員、アメリカ合衆国副大統領を歴任し、1945年にはフランクリン・ルーズベルトの死によって、第33代アメリカ合衆国大統領になった。
第二次世界大戦後は都市スプロール現象がジャクソン郡でも始まった。帰還兵士やその他労働者が郡の田園部に進出していった区画に建てられた新しい家屋に移転した。インディペンデンス、ブルースプリングス、リーズ・サミットがこの時期に成長し、現在も続いている。一方でカンザスシティはこの時期にアメリカの大都市を悩ませたのと同じく、都心部の荒廃を経験した。近年はこの傾向を逆転しようという建設計画があり、シティマーケット、ウェストポート地区、18番通りとバイン通り歴史地区、さらに最近ではカンザスシティ・パワー・アンド・ライト地区が著名である。

## 郡政府
ジャクソン郡はミズーリ州憲法の下で自治憲章を採択した2つめの郡である。ジャクソン郡憲章は1970年の住民投票で承認され、1985年と1986年に修正された。
郡の執行権は郡長に与えられている。郡長は常勤で給与が支払われる。任期4年間であり、郡の一般選挙で選出される。
条例は郡議会で成立する。議会は9人の委員で構成され、そのうち6人は郡を6つに割った選挙区でそれぞれ1人が選ばれ、3人は郡全体を選挙区に選ばれている。委員の任期は4年間であり、選挙翌年の1月1日に開始される。

## 地理
アメリカ合衆国国勢調査局に拠れば、郡域全面積は616.41平方マイル (1,596.5 km2)であり、このうち陸地604.84平方マイル (1,566.5 km2)、水域は11.57平方マイル (30.0 km2)で水域率は1.88%である。

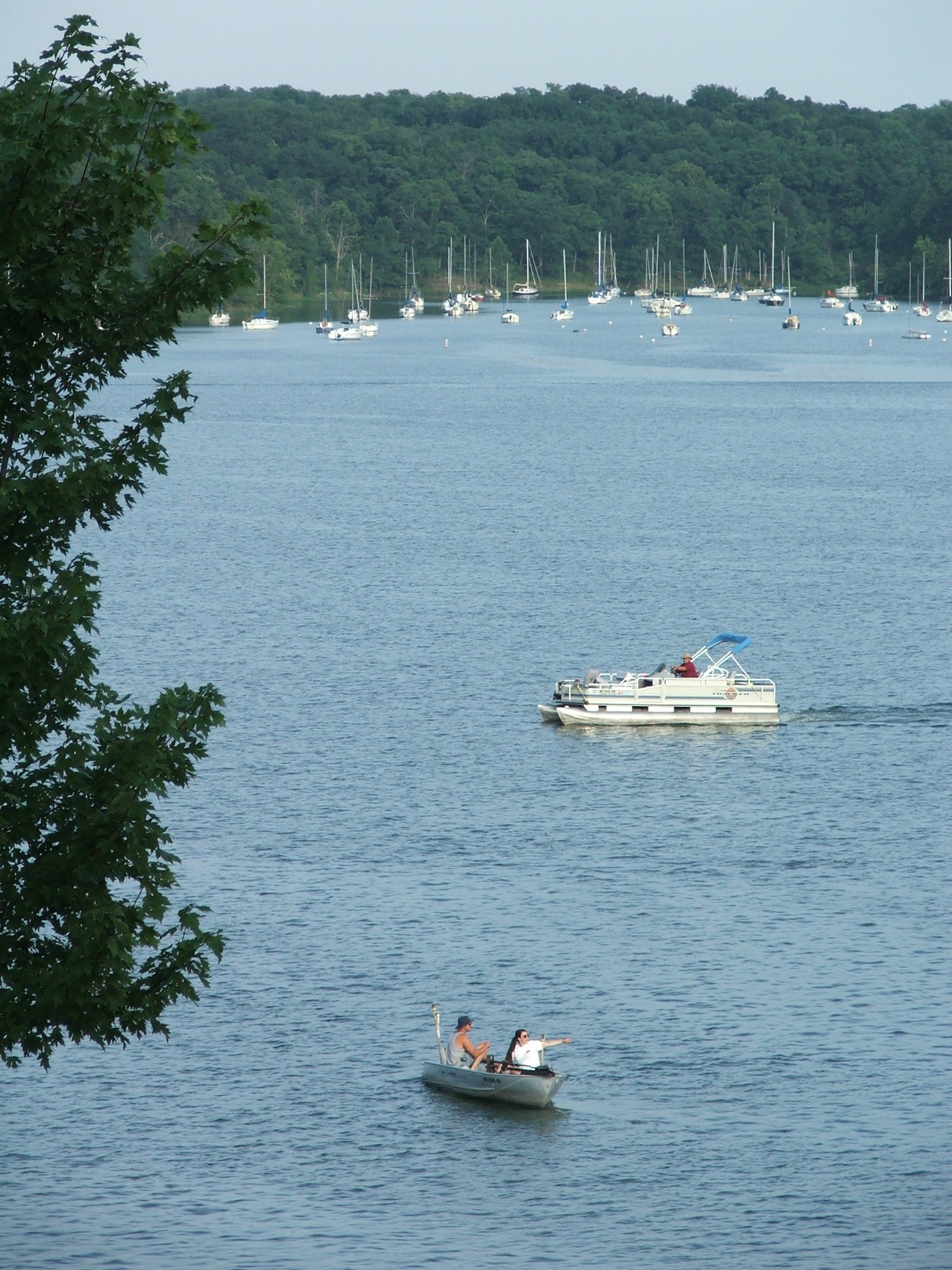
ジャコモ湖

ミズーリ川がジャクソン郡の北側境界になっている。一部、州道291号線と210号線の交差点付近や291号線橋の全ては川の北にあり、例外である。歴史的に河川交通の要衝だった。

### 主要高規格道路
| - 州間高速道路29号線 - 州間高速道路35号線 - 州間高速道路70号線 - 州間高速道路435号線 - 州間高速道路635号線 | - 州間高速道路470号線 - 州間高速道路670号線 - アメリカ国道24号線 - アメリカ国道40号線 - アメリカ国道50号線 | - アメリカ国道71号線 - ミズーリ州道7号線 - ミズーリ州道150号線 - ミズーリ州道291号線 - ミズーリ州道350号線 |

### 隣接する郡
| - クレイ郡 - 北 - レイ郡 - 北東 - ラファイエット郡 - 東 - ジョンソン郡 - 南東 | - カス郡 - 南 - ジョンソン郡 (カンザス州) - 南西 - ワイアンドット郡 (カンザス州) - 北西 |

### 国立保護地域
- ハリー・S・トルーマン国立歴史史跡

## 人口動態

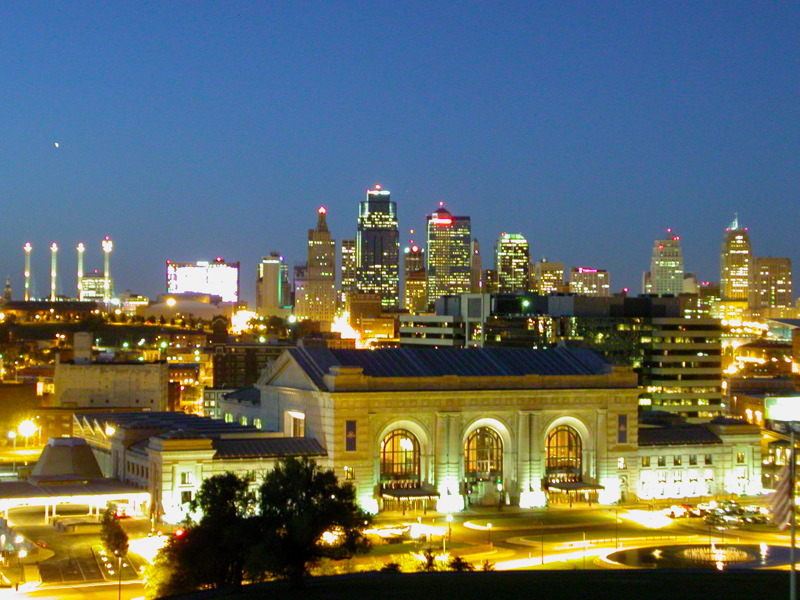
カンザスシティ中心街の夜景

以下は2000年国勢調査による人口統計データである。
| 基礎データ - 人口: 654,880人 - 世帯数: 266,294 世帯 - 家族数: 166,167 家族 - 人口密度: 418人/km2（1,083人/mi2） - 住居数: 288,231軒 - 住居密度: 184軒/km2（476軒/mi2） 人種別人口構成 - 白人: 70.10% - アフリカン・アメリカン: 23.27% - ネイティブ・アメリカン: 0.48% - アジア人: 1.28% - 太平洋諸島系: 0.18% - その他の人種: 2.43% - 混血: 2.25% - ヒスパニック・ラテン系: 5.37% 先祖による構成 - ドイツ系：16.7% - アメリカ人：9.1% - アイルランド系：8.9% - イギリス系：8.8% 年齢別人口構成 - 18歳未満: 25.8% - 18-24歳: 9.1% - 25-44歳: 31.1% - 45-64歳: 21.5% - 65歳以上: 12.5% - 年齢の中央値: 35歳 - 性比（女性100人あたり男性の人口） - 総人口: 92.9 - 18歳以上: 89.0 | 世帯と家族（対世帯数） - 18歳未満の子供がいる: 29.9% - 結婚・同居している夫婦: 43.4% - 未婚・離婚・死別女性が世帯主: 14.7% - 非家族世帯: 37.6% - 単身世帯: 31.2% - 65歳以上の老人1人暮らし: 9.9% - 平均構成人数 - 世帯: 2.42人 - 家族: 3.05人 収入と家計 - 収入の中央値 - 世帯: 39,277米ドル - 家族: 48,435米ドル - 性別 - 男性: 35,798米ドル - 女性: 27,403米ドル - 人口1人あたり収入: 20,788米ドル - 貧困線以下 - 対人口: 11.9% - 対家族数: 9.0% - 18歳未満: 16.4% - 65歳以上: 8.7% |

## 都市と町
| - ブルースプリングス - ブルーサミット - バックナー - グレインバレー - グランドビュー - グリーンウッド - インディペンデンス（郡庁所在地） - カンザスシティ - レイクロタワナ - レイクタパウィンゴ - リーズ・サミット | - リバジー - ローンジャック - オークグローブ - レイタウン - リバーベッド - シブリー - シュガークリーク - ユニティビレッジ |